# David Defiagbon
David Defiagbon est un boxeur nigérian naturalisé canadien, né le 12 juin 1970 à Sapele (Nigeria) et mort le 24 novembre 2018 à Las Vegas (États-Unis).
Surnommé The Dream, il a représenté le Canada aux Jeux olympiques d'été de 1996, obtenant une médaille d'argent.

## Carrière
David Defiagbon participe à ses premiers Jeux olympiques à Barcelone en 1992 en tant que super-welters et est éliminé au premier tour.
Aux Jeux olympiques d'été de 1996, il combat dans la catégorie des poids lourds et remporte la médaille d'argent, battu en finale par Félix Savón. Dans sa carrière amateur, il a remporté un titre lors des Jeux du Commonwealth de 1990 chez les poids welters ; il est aussi médaillé de bronze dans la catégorie des poids super-welters aux Jeux africains du Caire en 1991, s'inclinant en demi-finale contre le Tanzanien Joseph Marwa.
Après les Jeux d'Atlanta, il entame une carrière professionnelle, gagnant ses 21 premières rencontres avant de s'incliner face à Oleg Maskaev et Juan Carlos Gomez.